# Beliu
Beliu là một xã thuộc hạt Arad, România. Dân số thời điểm năm 2002 là 3329 người.